# Нем'ятий Василь Миколайович
Василь Миколайович Нем'ятий (8 жовтня 1926, Новогеоргіївка — 25 лютого 1990, Київ) — український радянський історик, дослідник історії німецько-радянської війни, доктор історичних наук (з 1983 року), професор.

## Біографія
Народився 8 жовтня 1926 в селі Новогеоргіївці на Миколаївщині в селянській родині. У 1945–1947 роках
навчався у Ворошиловградському військовому авіаційному училищі. Працював на комсомольській і партійній роботі.
1958 року закінчив історичний факультет Одеського університкету, у 1965 році — аспірантуру при Київському державному університеті. Того ж року захистив кандидатську дисертацію на тему: «Партійне підпілля півдня України в роки Великої Вітчизняної війни (на матеріалах Миколаївської і Херсонської областей)», 1983 року йому було присвоєно вчений ступінь доктора історичних наук без захисту дисертації. З 1967 року — завідувач кафедрою історії КПРС Миколаївського кораблебудівного інституту імені С. О. Макарова. У 1971–1990 роках — керівник проблемної групи з історії Великої Вітчизняної війни при Інституті історії
партії при ЦК Компартії України.
Помер в Києві 25 лютого 1990 року.

## Наукова діяльність
Автор понад 100 наукових праць. Серед них:
- Коммунистическое подполье на Украине в годы Великой Отечественной войны. Київ, 1976;
- Всенародная борьба против экономических мероприятий фашистских оккупантов на Украине 1941—1945 гг. Київ, 1980;
- Вірність. З історії боротьби трудящих Миколаївської області проти фашистських загарбників у роки Великої Вітчизняної війни. Одеса, 1986.